# Championnats des quatre continents de patinage artistique 2003
Navigation
Édition précédente Édition suivante
Les championnats des quatre continents 2003 ont lieu du 10 au 16 janvier 2003 au palais omnisports de Pékin en Chine.
À partir de cette saison 2002/2003, les danseurs sur glace seniors ne présentent plus qu'une seule danse imposée au lieu de deux. 

## Qualifications
Les patineurs sont éligibles à l'épreuve s'ils représentent une nation non européenne membre de l'Union internationale de patinage (International Skating Union en anglais) et s'ils ont atteint l'âge de 15 ans avant le 1er juillet 2002 dans leur pays de naissance. La compétition correspondante pour les patineurs européens est le championnat d'Europe 2003. Les fédérations nationales sélectionnent leurs patineurs en fonction de leurs propres critères.
Chaque nation membre qualifiée peut avoir jusqu'à trois inscriptions par discipline, sans tenir compte des résultats de la saison précédente.
En danse sur glace, la danse imposée est le quickstep.

## Podiums
| Épreuves                            | Or                               | Argent                          | Bronze                         |
| ----------------------------------- | -------------------------------- | ------------------------------- | ------------------------------ |
| Messieurs résultats détaillés       | Takeshi Honda                    | Zhang Min                       | Li Chengjiang                  |
| Dames résultats détaillés           | Fumie Suguri                     | Shizuka Arakawa                 | Yukari Nakano                  |
| Couples résultats détaillés         | Shen Xue / Zhao Hongbo           | Pang Qing / Tong Jian           | Zhang Dan / Zhang Hao          |
| Danse sur glace résultats détaillés | Shae-Lynn Bourne / Victor Kraatz | Tanith Belbin / Benjamin Agosto | Naomi Lang / Peter Tchernyshev |

## Tableau des médailles
| Rang  | Nation     | Or | Argent | Bronze | Total |
| ----- | ---------- | -- | ------ | ------ | ----- |
| 1     | Japon      | 2  | 1      | 1      | 4     |
| 2     | Chine      | 1  | 2      | 2      | 5     |
| 3     | Canada     | 1  | 0      | 0      | 1     |
| 4     | États-Unis | 0  | 1      | 1      | 2     |
| Total | Total      | 4  | 4      | 4      | 12    |

## Détails des compétitions
Pour la saison 2002/2003, les calculs des points se font selon la méthode suivante :
- chez les Messieurs, les Dames et les Couples artistiques (0.5 point par place pour le programme court, 1 point par place pour le programme libre)
- en danse sur glace (0.4 point par place pour la danse imposée, 0.6 point par place pour la danse originale, 1 point par place pour la danse libre)

### Messieurs
| Rang | Nom                | Nation           | Points | Prog. court | Prog. libre |
| ---- | ------------------ | ---------------- | ------ | ----------- | ----------- |
| 1    | Takeshi Honda      | Japon            | 2.0    | 2           | 1           |
| 2    | Zhang Min          | Chine            | 3.5    | 3           | 2           |
| 3    | Li Chengjiang      | Chine            | 3.5    | 1           | 3           |
| 4    | Jeffrey Buttle     | Canada           | 7.5    | 5           | 5           |
| 5    | Emanuel Sandhu     | Canada           | 8.0    | 8           | 4           |
| 6    | Ryan Jahnke        | États-Unis       | 9.0    | 6           | 6           |
| 7    | Li Yunfei          | Chine            | 11.0   | 4           | 9           |
| 8    | Scott Smith        | États-Unis       | 12.5   | 9           | 8           |
| 9    | Fedor Andreev      | Canada           | 13.0   | 12          | 7           |
| 10   | Evan Lysacek       | États-Unis       | 15.5   | 11          | 10          |
| 11   | Kensuke Nakaniwa   | Japon            | 15.5   | 7           | 12          |
| 12   | Lee Kyu-hyun       | Corée du Sud     | 18.0   | 14          | 11          |
| 13   | Daisuke Takahashi  | Japon            | 18.0   | 10          | 13          |
| 14   | Bradley Santer     | Australie        | 20.5   | 13          | 14          |
| 15   | Stuart Beckingham  | Australie        | 22.5   | 15          | 15          |
| 16   | Ricky Cockerill    | Nouvelle-Zélande | 24.0   | 16          | 16          |
| 17   | Sean Carlow        | Australie        | 26.5   | 19          | 17          |
| 18   | Manuel Segura      | Mexique          | 27.0   | 18          | 18          |
| 19   | Tristan Thode      | Nouvelle-Zélande | 27.5   | 17          | 19          |
| 20   | Adrian Alvarado    | Mexique          | 30.5   | 21          | 20          |
| 21   | Humberto Contreras | Mexique          | 31.0   | 20          | 21          |

### Dames
| Rang                                         | Nom                     | Nation           | Points | Prog. court | Prog. libre |
| -------------------------------------------- | ----------------------- | ---------------- | ------ | ----------- | ----------- |
| 1                                            | Fumie Suguri            | Japon            | 1.5    | 1           | 1           |
| 2                                            | Shizuka Arakawa         | Japon            | 3.0    | 2           | 2           |
| 3                                            | Yukari Nakano           | Japon            | 4.5    | 3           | 3           |
| 4                                            | Ann Patrice McDonough   | États-Unis       | 6.0    | 4           | 4           |
| 5                                            | Jennifer Robinson       | Canada           | 9.0    | 8           | 5           |
| 6                                            | Fang Dan                | Chine            | 9.0    | 6           | 6           |
| 7                                            | Amber Corwin            | États-Unis       | 9.5    | 5           | 7           |
| 8                                            | Joannie Rochette        | Canada           | 11.5   | 7           | 8           |
| 9                                            | Anastasia Gimazetdinova | Ouzbékistan      | 14.5   | 11          | 9           |
| 10                                           | Miriam Manzano          | Australie        | 15.0   | 10          | 10          |
| 11                                           | Sun Siyin               | Chine            | 16.5   | 9           | 12          |
| 12                                           | Annie Bellemare         | Canada           | 18.0   | 14          | 11          |
| 13                                           | Park Bit-na             | Corée du Sud     | 19.0   | 12          | 13          |
| 14                                           | Liu Yan                 | Chine            | 20.5   | 13          | 14          |
| 15                                           | Joanne Carter           | Australie        | 23.0   | 16          | 15          |
| 16                                           | Shirene Human           | Afrique du Sud   | 24.5   | 17          | 16          |
| 17                                           | Choi Young-eun          | Corée du Sud     | 24.5   | 15          | 17          |
| 18                                           | Lee Sun-bin             | Corée du Sud     | 27.5   | 19          | 18          |
| 19                                           | Sarah-Yvonne Prytula    | Australie        | 28.0   | 18          | 19          |
| 20                                           | Ana Cecilia Cantu       | Mexique          | 30.0   | 20          | 20          |
| 21                                           | Jenna-Anne Buys         | Afrique du Sud   | 32.5   | 23          | 21          |
| 22                                           | Diane Chen              | Taipei chinois   | 34.0   | 24          | 22          |
| 23                                           | Abigail Pietersen       | Afrique du Sud   | 34.0   | 22          | 23          |
| 24                                           | Gladys Orozco           | Mexique          | 34.5   | 21          | 24          |
| Patineuses éliminés après le programme court |                         |                  |        |             |             |
| 25                                           | Shirley Hsin Hui Tsai   | Taipei chinois   |        | 25          | NC          |
| 26                                           | Imelda-Rose Hegerty     | Nouvelle-Zélande |        | 26          | NC          |
| 27                                           | Ingrid Roth             | Mexique          |        | 27          | NC          |

### Couples
| Rang    | Nom                                  | Nation      | Points | Prog. court | Prog. libre |
| ------- | ------------------------------------ | ----------- | ------ | ----------- | ----------- |
| 1       | Shen Xue / Zhao Hongbo               | Chine       | 1.5    | 1           | 1           |
| 2       | Pang Qing / Tong Jian                | Chine       | 3.0    | 2           | 2           |
| 3       | Zhang Dan / Zhang Hao                | Chine       | 4.5    | 3           | 3           |
| 4       | Anabelle Langlois / Patrice Archetto | Canada      | 6.0    | 4           | 4           |
| 5       | Tiffany Scott / Philip Dulebohn      | États-Unis  | 7.5    | 5           | 5           |
| 6       | Kathryn Orscher / Garrett Lucash     | États-Unis  | 10.0   | 8           | 6           |
| 7       | Yuko Kavaguti / Alexander Markuntsov | Japon       | 10.0   | 6           | 7           |
| 8       | Jacinthe Larivière / Lenny Faustino  | Canada      | 11.5   | 7           | 8           |
| 9       | Elizabeth Putnam / Sean Wirtz        | Canada      | 14.0   | 10          | 9           |
| 10      | Marina Aganina / Artem Knyazev       | Ouzbékistan | 15.5   | 11          | 10          |
| Abandon | Rena Inoue / John Baldwin            | États-Unis  |        | 9           |             |

### Danse sur glace
| Rang    | Nom                                    | Nation      | Points | Danse imposée | Danse originale | Danse libre |
| ------- | -------------------------------------- | ----------- | ------ | ------------- | --------------- | ----------- |
| 1       | Shae-Lynn Bourne / Victor Kraatz       | Canada      | 2.0    | 1             | 1               | 1           |
| 2       | Tanith Belbin / Benjamin Agosto        | États-Unis  | 4.8    | 4             | 2               | 2           |
| 3       | Naomi Lang / Peter Tchernyshev         | États-Unis  | 5.6    | 2             | 3               | 3           |
| 4       | Marie-France Dubreuil / Patrice Lauzon | Canada      | 7.6    | 3             | 4               | 4           |
| 5       | Megan Wing / Aaron Lowe                | Canada      | 10.0   | 5             | 5               | 5           |
| 6       | Melissa Gregory / Denis Petukhov       | États-Unis  | 12.0   | 6             | 6               | 6           |
| 7       | Zhang Weina / Cao Xiaoming             | Chine       | 14.0   | 7             | 7               | 7           |
| 8       | Rie Arikawa / Kenji Miyamoto           | Japon       | 17.0   | 9             | 9               | 8           |
| 9       | Nozomi Watanabe / Akiyuki Kido         | Japon       | 17.0   | 8             | 8               | 9           |
| 10      | Yang Fang / Gao Chongbo                | Chine       | 20.0   | 10            | 10              | 10          |
| 11      | Yu Xiaoyang / Wang Chen                | Chine       | 22.6   | 11            | 12              | 11          |
| 12      | Olga Akimova / Ramil Sarkulov          | Ouzbékistan | 24.6   | 12            | 13              | 12          |
| Abandon | Natalie Buck / Trent Nelson-Bond       | Australie   |        | 13            | 11              |             |